# Tsinjoarivo
Tsinjoarivo est une localité malgache située à 120 km de la capitale, Antananarivo, vers la route du sud (à l'est d'Ambatolampy).
Elle se trouve à cheval entre l'est de la Grande île (avec ses forêts tropicales) et ses hauts plateaux arides, avec ses terres rouges lessivées par l'érosion et les ruissèlements pendant la saison des pluies qui dure six mois par an, de novembre à avril.
Tsinjoarivo abrite un rova, palais traditionnel, qui a servi de résidence d'été aux reines qui ont régné sur Madagascar au XIXe siècle. Il se trouve sur le sommet d'une petite colline couverte de forêts, et contournée par la rivière Onive qui court jusqu'aux précipices étroits d'Ambavaloza et de Andremamovoka. Ambavaloza veut dire « dans la gueule du loup » en malagasy, et Andremamovoka, « la chute qui provoque des crachins ». En effet, la chute d'eau provoque des gouttelettes en permanence, qui provoquent parfois l'apparition d'arcs-en-ciel.
La forêt de Tsinjoarivo abrite encore des lémuriens endémiques qui n'existent nulle part ailleurs, mais leur existence est menacée par la déforestation et le braconnage.